# Liste der denkmalgeschützten Objekte in Hroznětín
Grundlage dieser Liste der denkmalgeschützten Objekte in Hroznětín ist die ÚSKP-Liste (Ústřední seznam kulturních památek České republiky, deutsch Zentrale Liste der Kulturdenkmäler der Tschechischen Republik), die von der tschechischen Denkmalschutzbehörde NPÚ (Národní památkový ústav, deutsch Nationale Denkmalbehörde) seit 1987 geführt wird und an die seit dem Jahr 1850 geschaffenen Listen anschließt.

## Hroznětín(Lichtenstadt)
| Lage                                              | Objekt                                                                               | Beschreibung | ÚSKP-Nr.                 | Bild           |
| ------------------------------------------------- | ------------------------------------------------------------------------------------ | --- | ------------------------ | -------------- |
| Hroznětín (Standort)                              | Kirche St. Peter und Paul                                                            | Kirche St. Peter und Paul (Kostel svatých Petra a Pavla), erbaut 1732 bis 1734                                                                                 | 28937/4-824 Info Katalog | weitere Bilder |
| Hroznětín (Standort)                              | Skulpturengruppe des hl. Johannes von Nepomuk, des hl. Florian und des hl. Sebastian | Skulpturengruppe des hl. Johannes von Nepomuk, des hl. Florian und des hl. Sebastian (Sousoší svatého Jana Nepomuckého, svatého Floriána a svatého Šebestiána) | 25252/4-826 Info Katalog | weitere Bilder |
| Hroznětín (Standort)                              | Skulpturengruppe der Jungfrau Maria, der hl. Elisabeth und des hl. Maximilian        | Skulpturengruppe der Jungfrau Maria, der hl. Elisabeth und des hl. Maximilian (Sousoší Panny Marie, svaté Alžběty a svatého Maxmiliána)                        | 40244/4-825 Info Katalog | weitere Bilder |
| Hroznětín, 1 km nordwestlich der Stadt (Standort) | Jüdischer Friedhof                                                                   | Jüdischer Friedhof (Židovský hřbitov), angelegt um 1500, an der Landstraße nach Merlin, am linken Ufer der Wistritz (Bystřice).                                | 39842/4-828 Info Katalog | weitere Bilder |
| Hroznětín, Lage unbekannt ()                      | Burganlage                                                                           | Höhenfeste – befestigte Siedlung. Hypothetischer Ort – es gibt keine Hinweise auf die Existenz einer Wallburg.                                                 | 18745/4-823 Info Katalog |                |
| Bystřice (Langgrün), OT von Hroznětín (Standort)  | Seitnerkapelle                                                                       | Seitnerkapelle (Kaple Seitnerova), auch Kapelle des hl. Johannes von Nepomuk. Spätbarocker Bau von 1768, das Gebäude wurde 2014 umfassend saniert.             | 42177/4-827 Info Katalog | weitere Bilder |